# Acianthera montana
Acianthera montana é uma espécie de orquídea epífita, família Orchidaceae, do Minas Gerais e Espírito Santo, Brasil.
Desde 2012 esta planta  encontra-se classificada na secção Arthrosia de Acianthera. Esta secção caracteriza-se por plantas de flores delicadas, quase translucidas com uma articulação na à base do labelo que se encaixa na coluna. Apesar de não registrada a ocorrência, as fotos são de uma planta vista no Paraná.

## Publicação e sinônimos
- Acianthera montana (Barb.Rodr.) F.Barros & L.R.S.Guim., Neodiversity 5: 29 (2010).

Etimologia específica:
Uma referência à geografia do local onde a planta foi descoberta.
Sinônimos homotípicos:
- Pleurothallis montana Gen. Spec. Orchid. 1: 5 (1877).